# Dromcollogher
Dromcollogher är en ort i republiken Irland. Den ligger i den sydvästra delen av landet, 210 km sydväst om huvudstaden Dublin. Dromcollogher ligger 119 meter över havet och antalet invånare är 548.
Terrängen runt Dromcollogher är huvudsakligen platt, men västerut är den kuperad. Runt Dromcollogher är det glesbefolkat, med 16 invånare per kvadratkilometer. Närmaste större samhälle är Ráth Luirc, 15,3 km öster om Dromcollogher. Trakten runt Dromcollogher består i huvudsak av gräsmarker.